# Scyliorhinus
Genre
Scyliorhinus est un genre de requins de la famille des Scyliorhinidae, connus sous le nom de Roussettes.

## Description et caractéristiques
Ce sont de petits requins (rarement plus de 2 m de long, souvent moins d'1 m), de forme allongée, au museau arrondi avec une bouche en position ventrale. Ils vivent généralement très près du fond, et parfois jusqu'à très grande profondeur. Ils sont ovipares.
Du fait de leurs yeux en amande à la pupille souvent fendue, ils sont appelés en anglais catsharks voire catfish. 

## Liste des espèces
Selon Soares et De Carvalho, 2019,  et Selon World Register of Marine Species (9 novembre 2023), il existe 16 espèces valides du genre Scyliorhinus. En 2022, une nouvelle espèce est décrite au Japon.
- Scyliorhinus boa Goode & T. H. Bean, 1896
- Scyliorhinus cabofriensis Soares, Gomes & Carvalho, 2016
- Scyliorhinus canicula (Linnaeus, 1758) - Petite roussette
- Scyliorhinus capensis J. P. Müller & Henle, 1838
- Scyliorhinus cervigoni Maurin & Bonnet, 1970
- Scyliorhinus comoroensis Compagno, 1988 (non reconnu par ITIS[4])
- Scyliorhinus duhamelii (Garman, 1913)
- Scyliorhinus garmani Fowler, 1934
- Scyliorhinus hachijoensis Ito, Fujii, Nohara & Tanaka, 2022
- Scyliorhinus haeckelii A. Miranda-Ribeiro, 1907
- Scyliorhinus hesperius S. Springer, 1966
- Scyliorhinus meadi S. Springer, 1966
- Scyliorhinus retifer Garman, 1881
- Scyliorhinus stellaris (Linnaeus, 1758) - Grande roussette
- Scyliorhinus torazame S. Tanaka (I), 1908
- Scyliorhinus torrei Howell-Rivero, 1936
- Scyliorhinus ugoi Soares, Gadig & Gomes, 2015

## Liste des espèces fossiles
- †Scyliorhinus biformis Reinecke, 2014
- †Scyliorhinus destombesi Cappetta, 1977
- †Scyliorhinus distans Probst, 1879
- †Scyliorhinus elongatus (Davis, 1887)
- †Scyliorhinus enniskilleni  White, 1956
- †Scyliorhinus kannenbergi Leder, 2015
- †Scyliorhinus monsaugustus Guinot et al., 2013
- †Scyliorhinus muelleri Guinot et al., 2013
- †Scyliorhinus suelstorfensis Reinecke, 2014

## Liste complémentaire
- Scyliorhinus besnardi S. Springer & Sadowsky, 1970 - Synonyme de Scyliorhinus haeckelii[1]
- Scyliorhinus tokubee Shirai, S. Hagiwara & Nakaya, 1992 - Synonyme de Scyliorhinus torazame[1]

## Illustrations

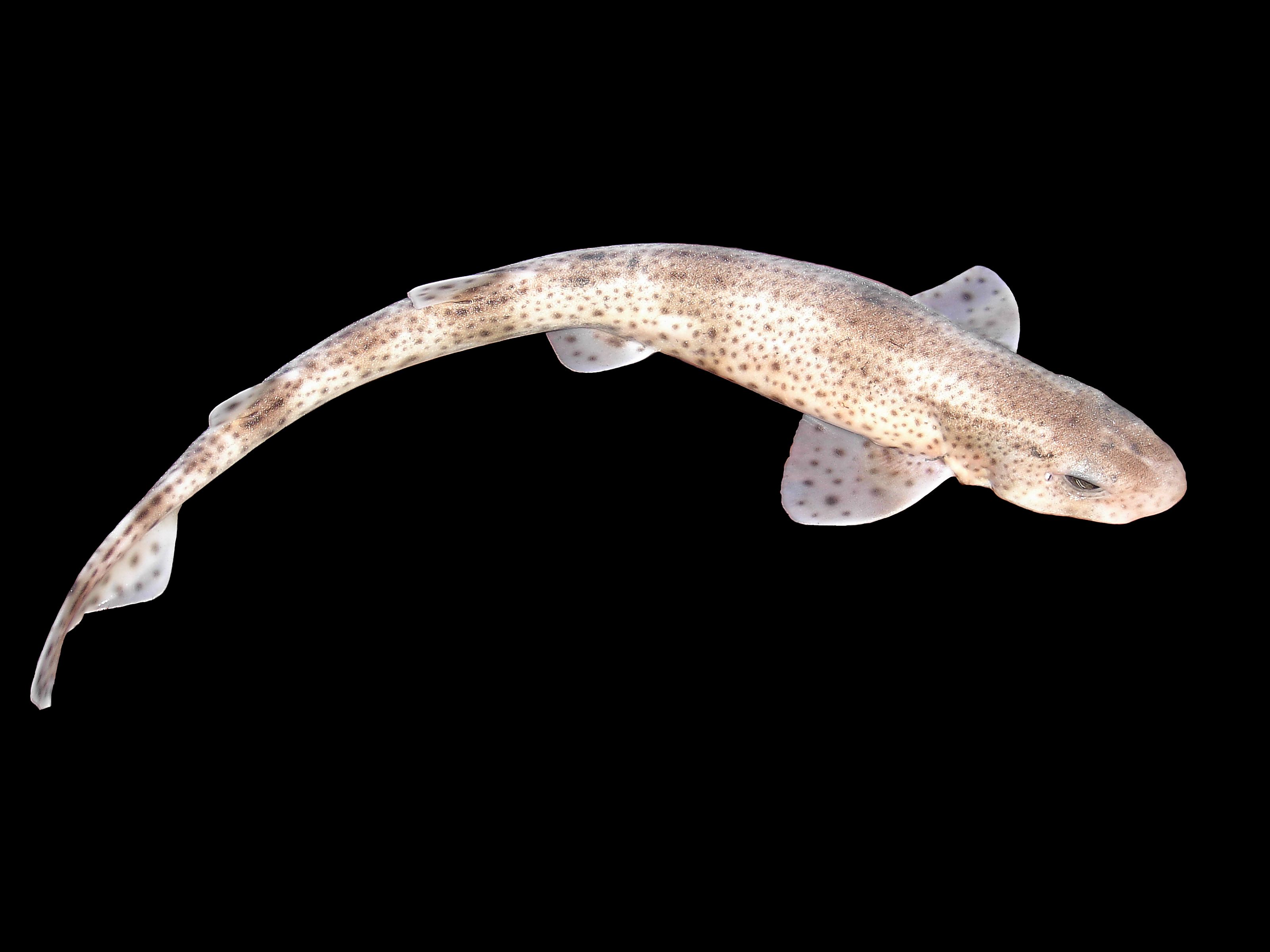
Scyliorhinus canicula
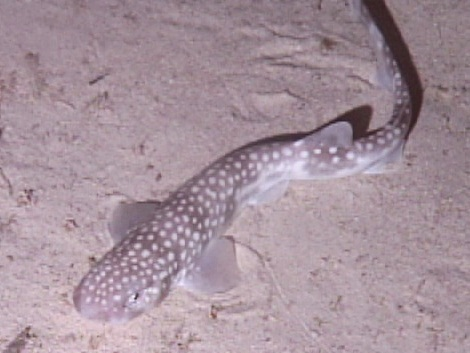
Scyliorhinus hesperius
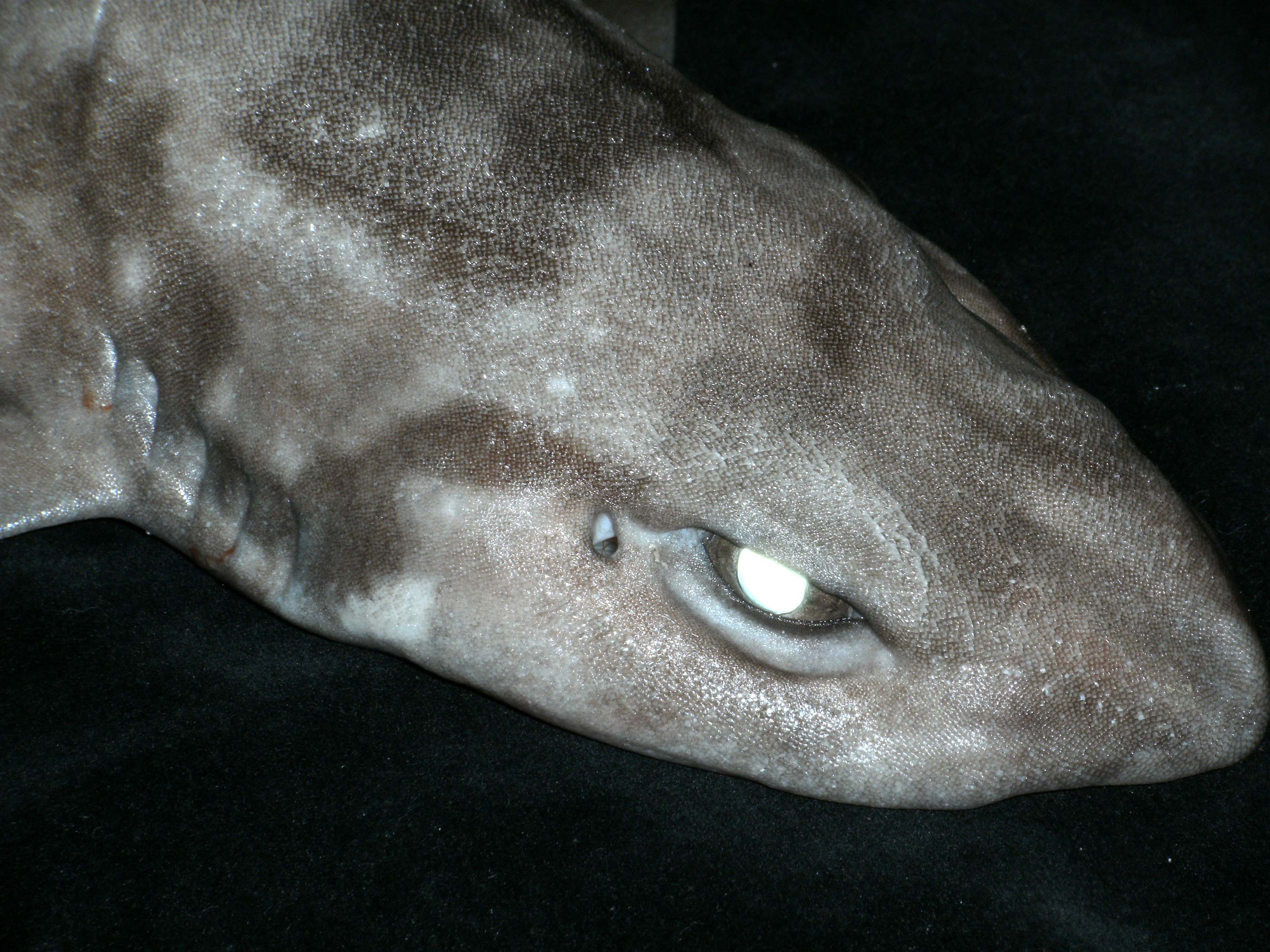
Scyliorhinus meadi
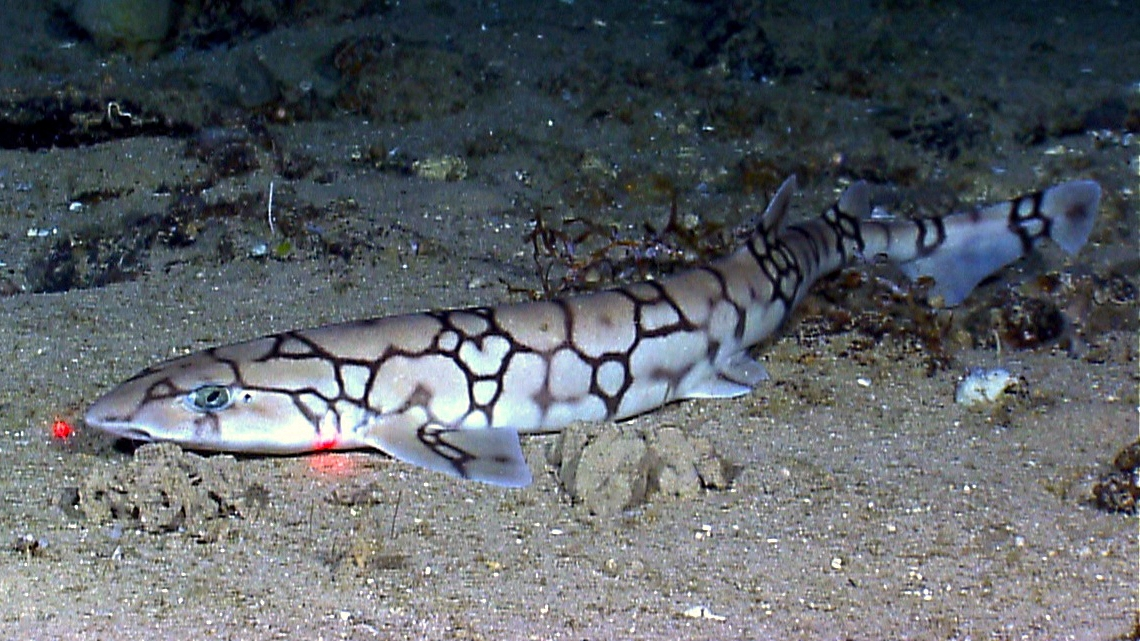
Scyliorhinus retifer
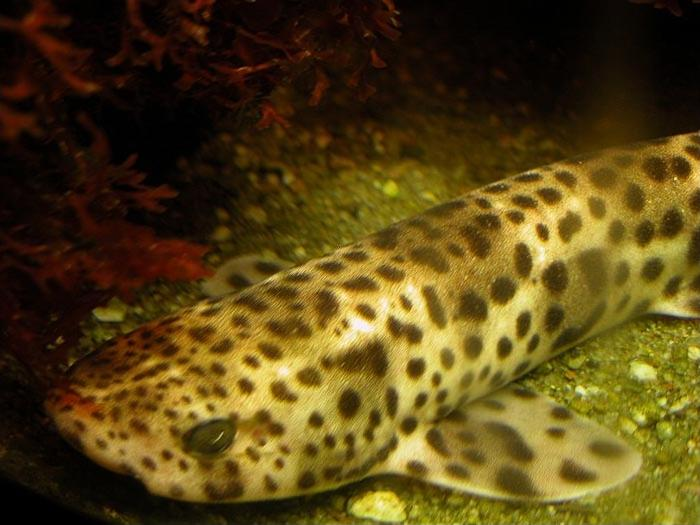
Scyliorhinus stellaris
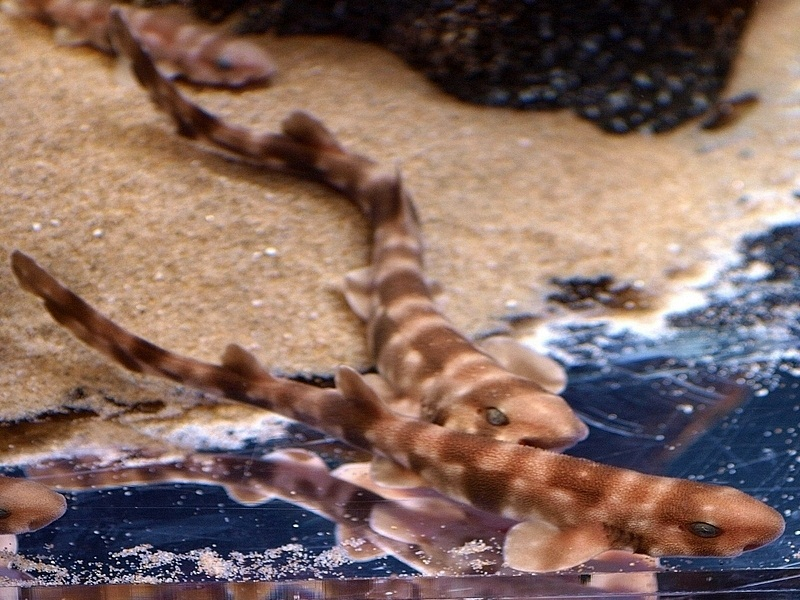
Scyliorhinus torazame
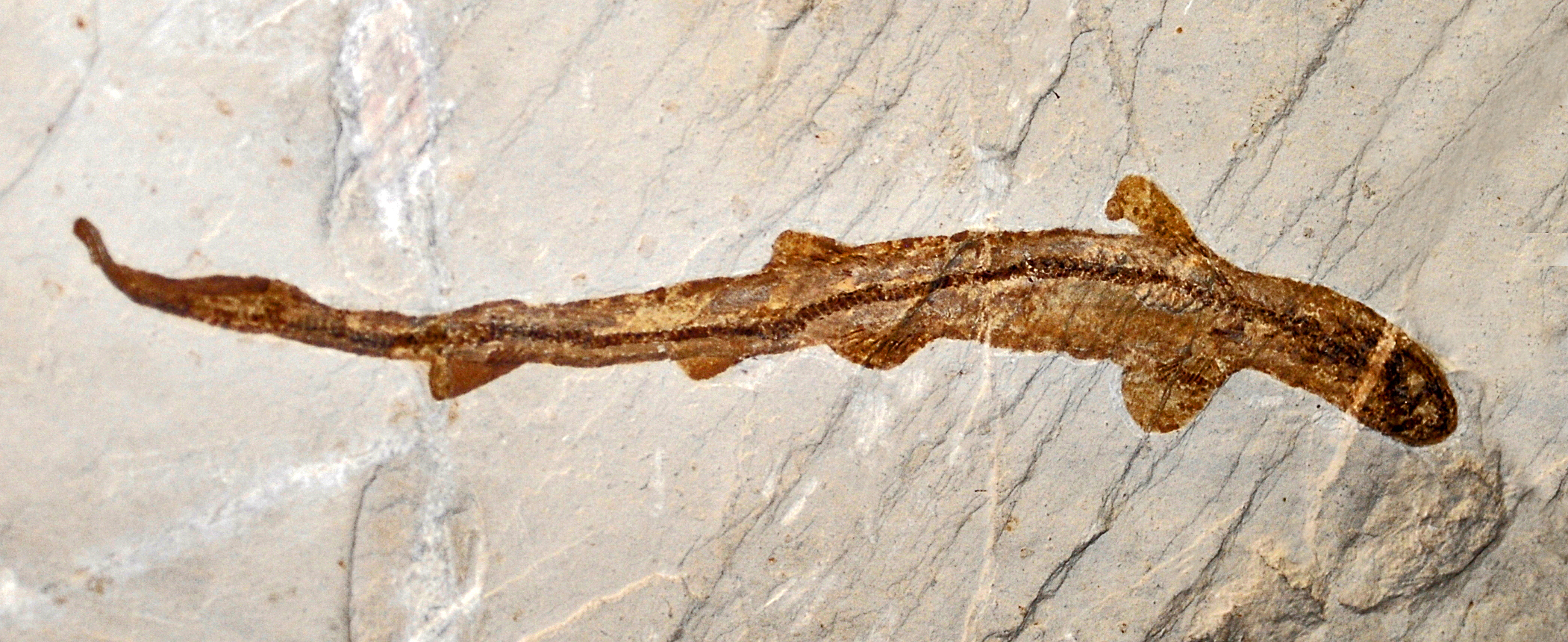
Scyliorhinus elongatus (fossile)

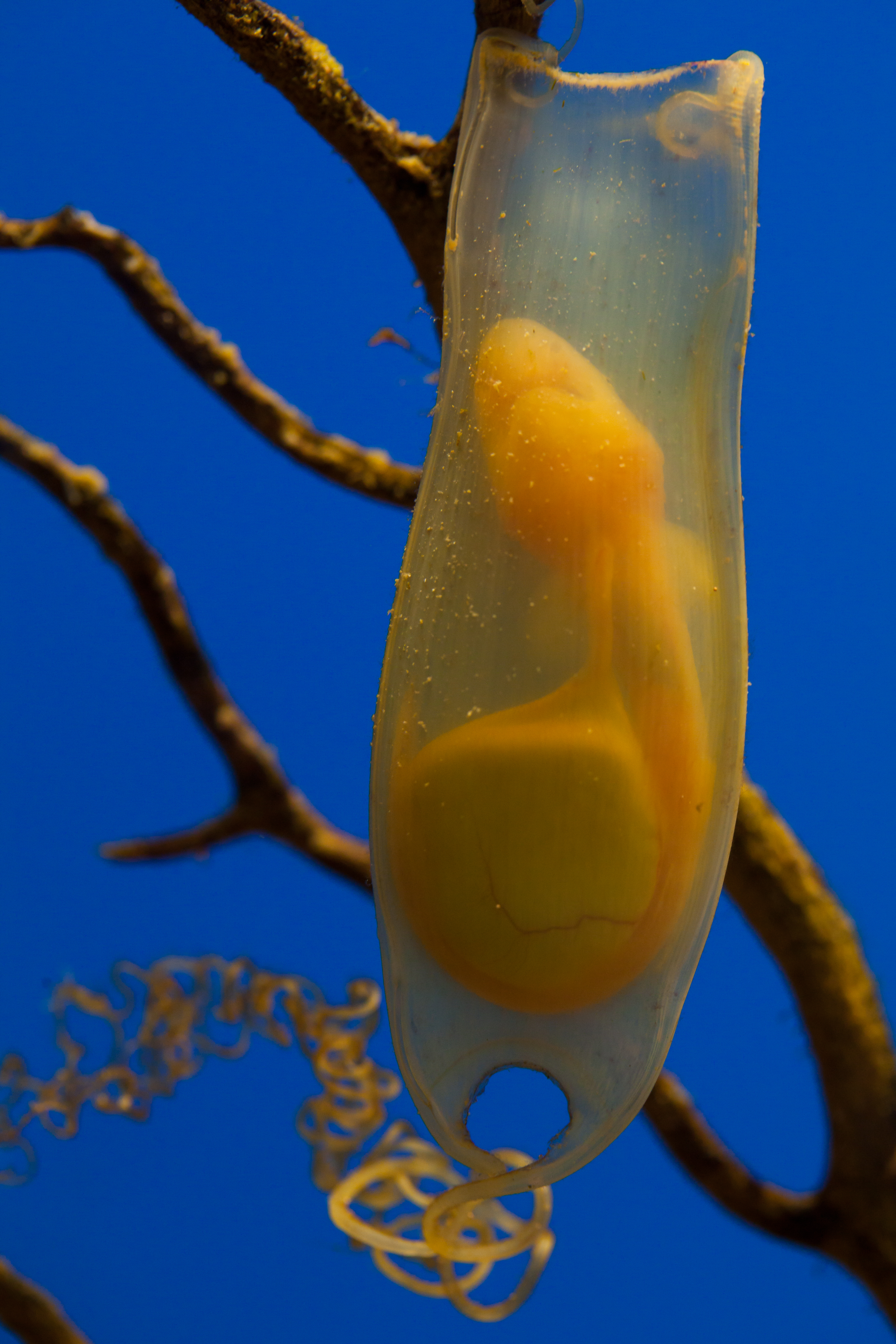
Œuf et embryon.